# 居斯塔夫·福楼拜
居斯塔夫·福樓拜（法語：Gustave Flaubert，1821年12月12日—1880年5月8日），生于法國鲁昂，法国小说家，现实主义文学的代表人物，《包法利夫人》的作者。

## 生平
福樓拜出生於法國西北部諾曼第地區的鲁昂，父親是當地市立醫院的院長，頗有名望，深受當地居民的愛戴。
小時候的福樓拜常和妹妹一起爬到窗簾上偷看停放在醫院裡的屍體，使得幼年的福樓拜對許多事都看得很淡。
中學期間他認識了美麗的少婦愛麗莎，這份近乎离谱的暗恋註定单相思，福樓拜這份情感轉移至他的小說《情感教育》。
後來他認識了女作家路易絲·柯蕾，兩人很有默契的維持著男女關係，1852年12月給路易絲·柯蕾的信中提到：“作者在其作品中，應該猶如宇宙間的上帝，他無所不在，但又無跡可尋。”

## 作品创作
1856年他的大作《包法利夫人》在《巴黎雜誌》上連載，因內容太過敏感而被指控為淫穢之作，詩人拉馬丁告訴他，“在法國沒有一個法庭能定你的罪”。果然後來經法院審判無罪，開始聲名大噪。
《包法利夫人》被視為是“新藝術的法典”，一部“最完美的小說”，書中主角愛瑪是一位農莊的女孩，美麗但不文靜，在成為包法利夫人後，沉浸在追求炙熱愛情的美夢中，忽略了丈夫和新生的孩子，最後被社會所欺騙，被情人所拋棄。福樓拜透過無數的繁瑣細節描寫包法利夫人的心理狀態，他對作品完美的要求近乎吹毛求疵，1800頁正反兩面寫滿的《包法利夫人》草稿刪節到最後只剩下不到500頁，他視文字、文學創作為生命，作品中的每一章、每一節，甚至是每一句、每一字，極盡可能的反覆修改，優美的文字呈現出嘔心嚦血的結果，他認為“一句好的散文應該同一句好詩一樣，是不可改動的，是同樣有節奏，同樣響亮的。”福樓拜描寫女主角愛瑪服毒自殺，為具體了解砷中毒的症狀，竟認真去研究醫學專著，他感到自己好像也中了毒。他認為，寫文章要盡量做到像科學那樣客觀嚴謹，描寫人物要像定義標本一樣。在法國文學史上他上承寫實主義，其創作理念極大的影響了左拉以後的自然主義作家。
1867年写出历史小说《萨朗波》，以古代非洲奴隶国家雇佣军队起义为背景，描写起义军首领马多和迦太基姑娘萨朗波的恋爱。

## 去世
福樓拜終身未婚，但感情方面行徑極端荒唐，常流連風月場所。
1880年5月8日福樓拜準備巴黎之行，他突覺得暈眩，醫生到達前已死於中風（一說是梅毒併發症），埃德蒙·勒杜（Edmond Ledoux）說福樓拜是在浴室上吊自殺。一説長時期追求靈感喝咖啡，致咖啡因中毒引起併發症亡
福楼拜長眠於鲁昂，有300人參加福樓拜的葬禮，由於墓地太小，一時竟無法將棺材放進去，此事見諸於《龔古爾日記》。

## 作品
- 《包法利夫人》（1857年）
- 《萨朗波》（1867年）
- 《情感教育》（1869年）
- 《圣安东尼的诱惑》（1874）
- 《三故事》（1877年）
- 《布瓦尔和佩库歇》（1881年）（未完成）
- 《庸见词典》（1913年）（未完成）

## 外部連結

### Online Texts
- French Audiobook (mp3): La femme du monde (taken from Flaubert's early works)
- Gustave Flaubert的作品  - 古騰堡計劃
- Flaubert's works （页面存档备份，存于）: text, concordances and frequency list

### 更多鏈接
- Overview
- site of the Centre Flaubert at Rouen
- Multilingual research links
- Flaubert entry at the Johns Hopkins Guide to Literary Theory and Criticism site （页面存档备份，存于）
- Bibliomania page （页面存档备份，存于）
- Long page about Flaubert
- A comprehensive site in French （页面存档备份，存于）
- Flaubert 'Bookweb' on literary website The Ledge, with suggestions for further reading.